# Micralestes argyrotaenia
Micralestes argyrotaenia är en fiskart som beskrevs av Trewavas, 1936. Micralestes argyrotaenia ingår i släktet Micralestes och familjen Alestidae. IUCN kategoriserar arten globalt som livskraftig. Inga underarter finns listade i Catalogue of Life.